# Атлькауало

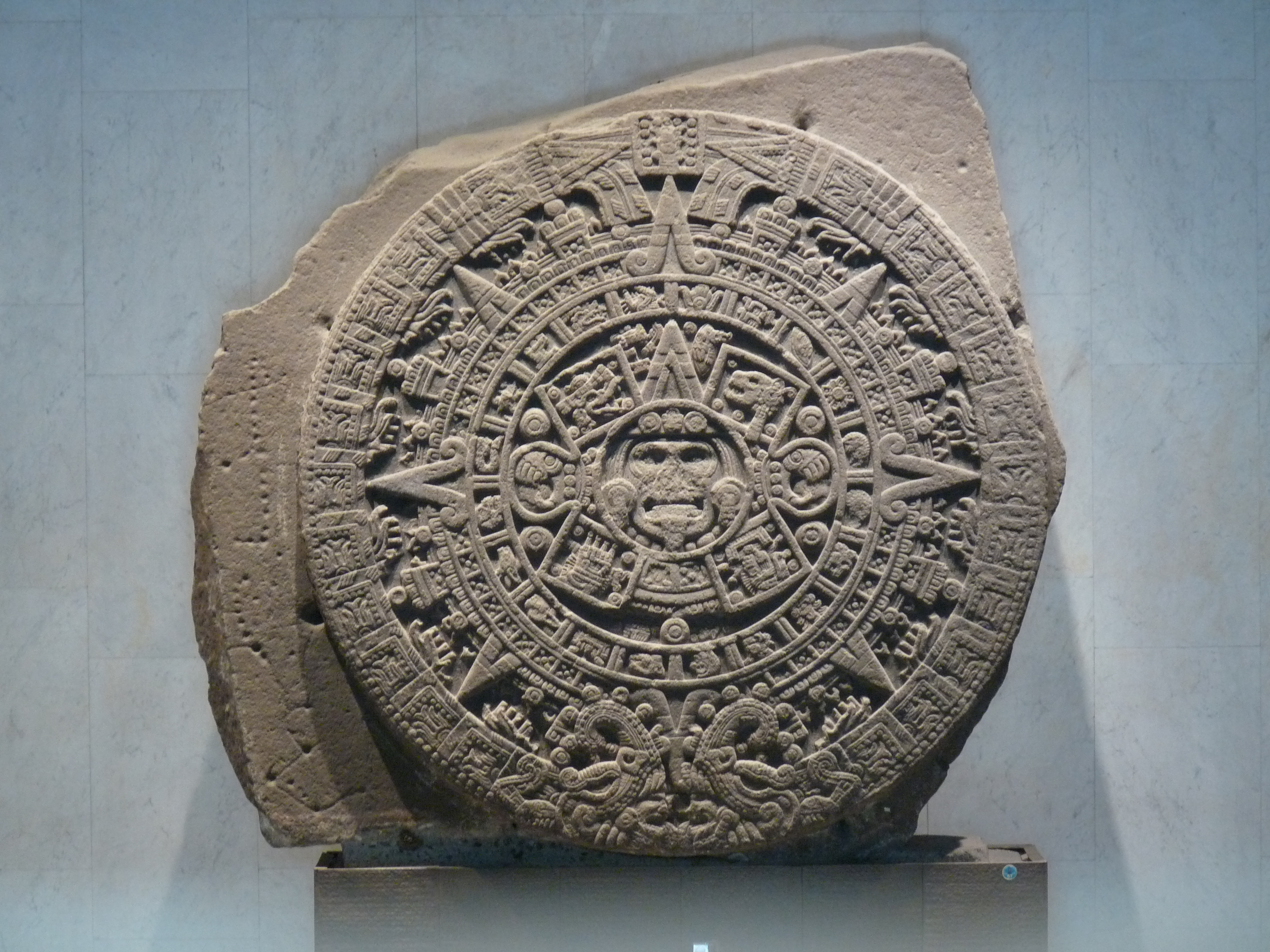
Монолит Камня Солнца, также называемый Календарём ацтеков (Национальный музей антропологии и истории, Мехико)

Атлькауало (аст. Ātlcāhualo, в переводе: «Прекращение вод») — первый двадцатидневный месяц («вейнтена») ацтекского календаря шиупоуалли, длившийся примерно с 13 февраля по 4 марта. Также название праздника, посвящённого божествам Тлалоку и Чальчиутликуэ, каждый год проводившегося в этом месяце.

## Календарь
Календарь ацтеков состоял из двух циклов: шиупоуалли (аст. xiuhpohualli, что значит «счёт лет», соответствует хаабу у майя) и ритуального 260-дневного тональпоуалли (аст. tonalpohualli, что значит «счёт дней» или «счёт судеб», соответствует цолькину у майя). Шиупоуалли и тональпоуалли совпадали каждые 52 года, образуя так называемый «век», называвшийся «Новым Огнём». Ацтеки верили, что в конце каждого такого 52-летнего цикла миру угрожает опасность быть уничтоженным, поэтому начало нового ознаменовывалось особыми торжествами. Сто «веков», в свою очередь, составляли 5200-летнюю эру, называвшуюся «Солнцем».
365-дневный шиупоуалли состоял из 18 двадцатидневных «месяцев» (или veintenas) плюс дополнительные 5 дней в конце года. В некоторых описаниях календаря ацтеков говорится, что он также включал високосный год, который позволял календарному циклу оставаться в соответствии с одними и теми же аграрными циклами из года в год. Однако в других описаниях говорится, что високосный год был неизвестен ацтекам, и что соотношение месяцев и астрономического года со временем менялось.

## Праздник
Праздник Атлькауало был особенно радостным, потому что приходил после мёртвых дней Немонтеми. Атлькауало знаменовал собой начало сезона засухи, поэтому месяц был временем почитания божеств, управляющих водой и дарующих дождь.
Во время Атлькауало люди украшали город знаменами и водружали их в храмовых кварталах и во дворах домов. Традиции почитания Тлалока в этом месяце включали в себя принесение в жертву детей. Жертвоприношения в это время совершались не только в храмах, но и в горах (например, на Горе Тлалока), так как ацтеки считали, что дождь рождают именно горы. Молитвы во время праздника возносились также Чальчиуитликуэ, богине пресной воды, озёр, морей и рек, и Кетцалькоатлю в его воплощении бога ветра Эекатля, чьё дыхание гонит по небу солнце и подметает дороги Тлалока.